# Брансвік (Вермонт)
Брансвік (англ. Brunswick) — місто (англ. town) в США, в окрузі Ессекс штату Вермонт. Населення — 88 осіб (2020).

## Демографія
Згідно з переписом 2010 року, у місті мешкало 112 осіб у 44 домогосподарствах у складі 35 родин. Було 90 помешкань
Расовий склад населення:
| - 97,3 % — білих |

До двох чи більше рас належало 2,7 %. Частка іспаномовних становила 0,0 % від усіх жителів.
За віковим діапазоном населення розподілялося таким чином: 22,3 % — особи молодші 18 років, 61,6 % — особи у віці 18—64 років, 16,1 % — особи у віці 65 років та старші. Медіана віку мешканця становила 42,0 року. На 100 осіб жіночої статі у місті припадало 111,3 чоловіків;  на 100 жінок у віці від 18 років та старших — 102,3 чоловіків також старших 18 років.
Середній дохід на одне домашнє господарство  становив 52 079 доларів США (медіана — 40 000), а середній дохід на одну сім'ю — 54 539 доларів (медіана — 44 167). Медіана доходів становила 33 750 доларів для чоловіків та 31 250 доларів для жінок. За межею бідності перебувало 22,1 % осіб, у тому числі 76,9 % дітей у віці до 18 років та 9,1 % осіб у віці 65 років та старших.
Цивільне працевлаштоване населення становило 31 особа. Основні галузі зайнятості: транспорт — 19,4 %, публічна адміністрація — 19,4 %, мистецтво, розваги та відпочинок — 16,1 %, сільське господарство, лісництво, риболовля — 12,9 %.